# La Maestà (Duccio)
Pour les articles homonymes, voir Maestà.

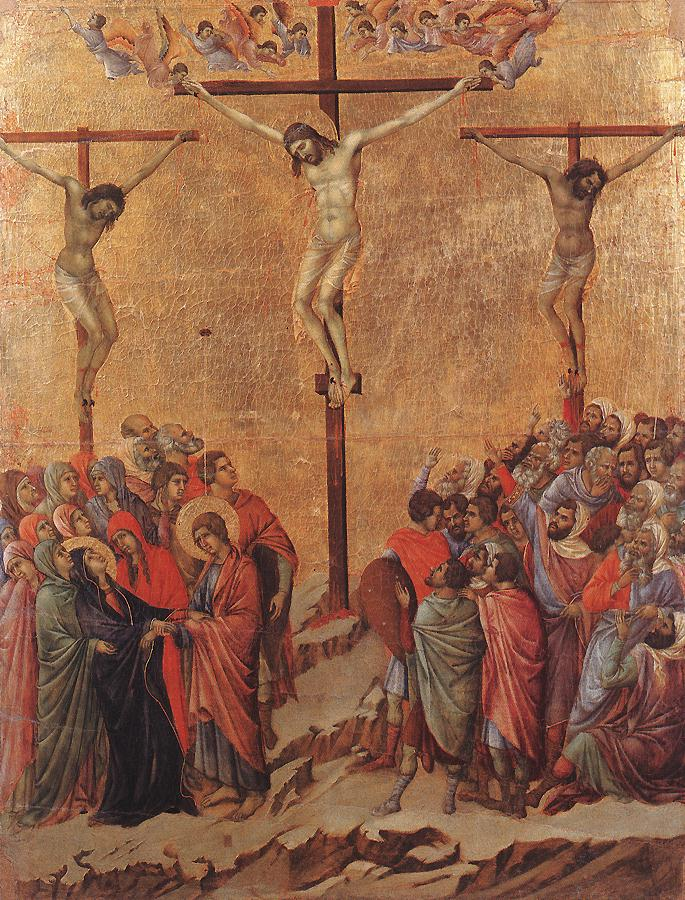
Panneau central du verso : La Crucifixion.

La Maestà est une peinture religieuse de Duccio di Buoninsegna, réalisée au début du XIVe siècle et conservée, en grande partie, au Museo dell'Opera Metropolitana del Duomo (Sienne).
Il s'agit d'une œuvre aux dimensions insolites — à peine moins de cinq mètres de haut sur autant de large dans son état initial, aujourd'hui réduite à : hauteur : 2,14 m ; largeur : 4,12 m — peinte au recto et au verso car portée lors des processions. Destinée au maître-autel de la cathédrale de Sienne, elle peut être tenue pour le plus important des retables de l'art italien, dans son état initial. La plus grande partie de ce qu'il en reste est visible au Museo dell'Opera Metropolitana del Duomo, près de la cathédrale.
La Maestà était le premier retable avec un recto et un verso, soit 37 panneaux sur le recto et 52 au verso. Le retable est resté en place jusqu'en 1771, date à laquelle il a été démantelé afin de distribuer les pièces entre deux autels. La construction de cinq mètres de haut a été démontée et sciée, et les peintures endommagées au cours du processus, dont le visage de la Vierge. La restauration partielle a eu lieu en 1956. Le démantèlement a également conduit à l'égarement de certaines pièces, soit vendues, soit simplement non comptabilisées. Les vestiges existants du retable qui ne sont pas à Sienne sont répartis entre plusieurs autres musées en Europe et aux États-Unis.

## Commande de l'œuvre
Destinée au maître-autel du Dôme de Sienne, elle a été commandée à Duccio le 9 octobre 1308. Le peintre conclut un accord avec le maître d'œuvre du Dôme pour peindre un tableau destiné à être placé sur le maître-autel de la cathédrale, selon un mode de paiement particulier : on le rétribuerait pour son travail, tandis que l'ensemble des matériaux serait à la charge du maître d'œuvre ; en outre, il toucherait, en tant que salarié et non pour la valeur de l'œuvre, un salaire de seize sols de deniers siennois par journée de travail. Duccio devait s'engager à ne pas faire, ni accepter d'autres travaux avant d'avoir achevé son œuvre. John Pope-Hennessy pense que l'accord du 9 octobre 1308, n'est pas un acte de commande proprement dit, et que Duccio, à l'époque, avait déjà entrepris de travailler à la Maestà, car trois ans semblent un délai bien court pour réaliser une œuvre de cette envergure. En effet, dès le 9 juin 1311, le grand retable est apporté dans la cathédrale au cours d'une fête à laquelle prend part l'ensemble de la population.

## Signification du termeMaestà
La signification de ce mot est donnée par Cennino Cennini dans son Traité sur la peinture : pour lui, est dite « en majesté » une figure vue de front. À partir du IVe siècle, on représentait ainsi le Christ, mais au XIIIe siècle, avec l'intensification du culte marial, c'est la Vierge qui est représentée  « en majesté », et qui devient la  « Majesté » par antonomase.
Une Maestà est donc une représentation de la Vierge à l'Enfant « en majesté », soit de face, sur un trône, entourée d'anges et des saints apôtres.

## Différents lieux ayant accueilliLa Maestà
La Maestà était placée sur le maître-autel, qui se trouvait alors directement sous la coupole, au croisement du transept. Elle fut rapidement enrichie de baldaquins, suspendus au-dessus d'elle, de quatre angelots et d'une tenture rouge pour la couvrir. En juillet 1506, la Maestà fut enlevée du maître-autel. Elle fut déplacée dans l'abside et accrochée à un mur du transept de gauche, où elle demeura pendant près de deux siècles et demi. Le 16 juillet 1771, le grand retable fut scié en plusieurs parties. Une partie fut placée dans la chapelle Sant'Ansano et l'autre dans la chapelle San Vittore. En 1878, les panneaux principaux passèrent au Museo dell'Opera Metropolitana del Duomo.

## Description

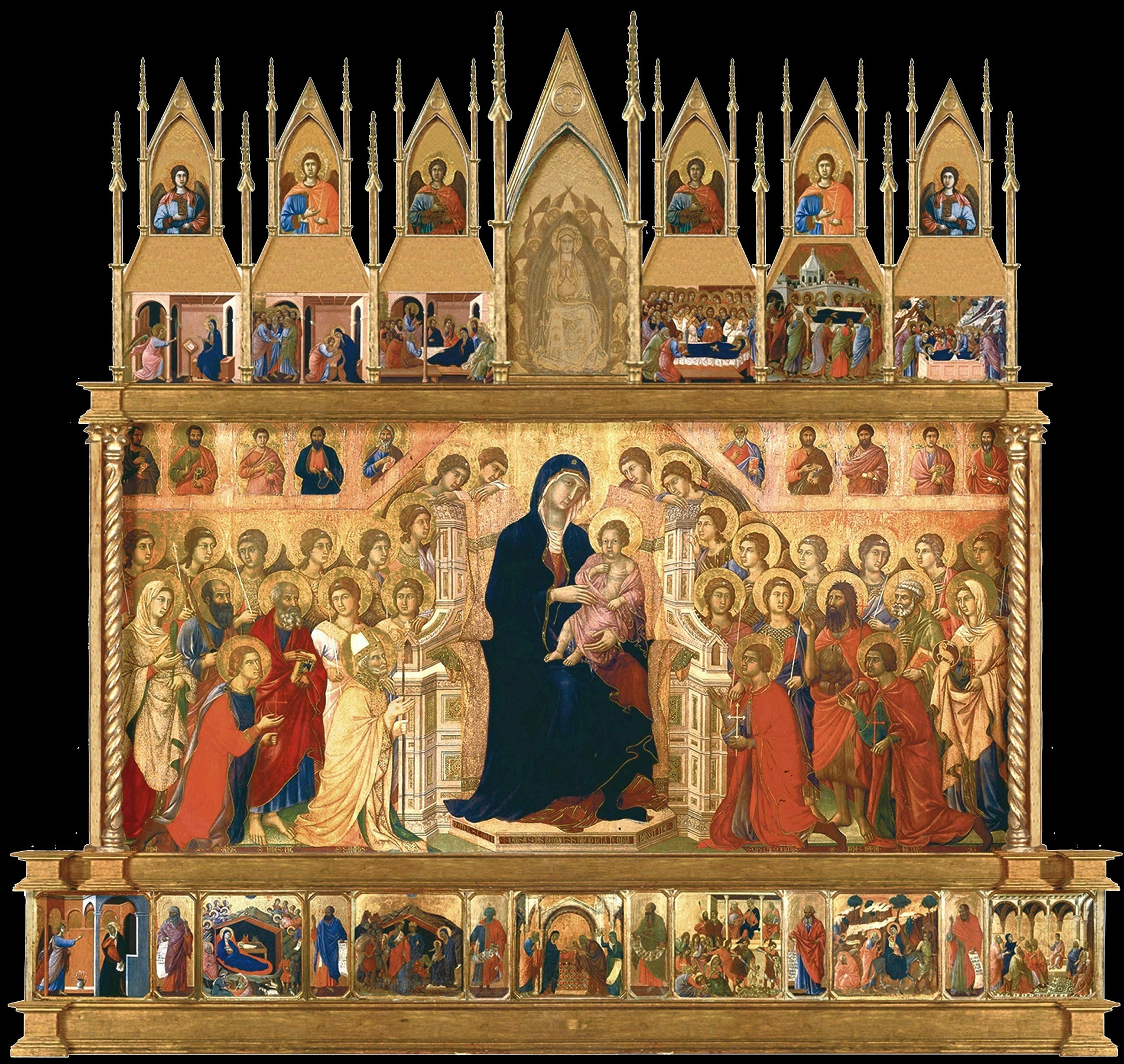
Reconstruction du recto

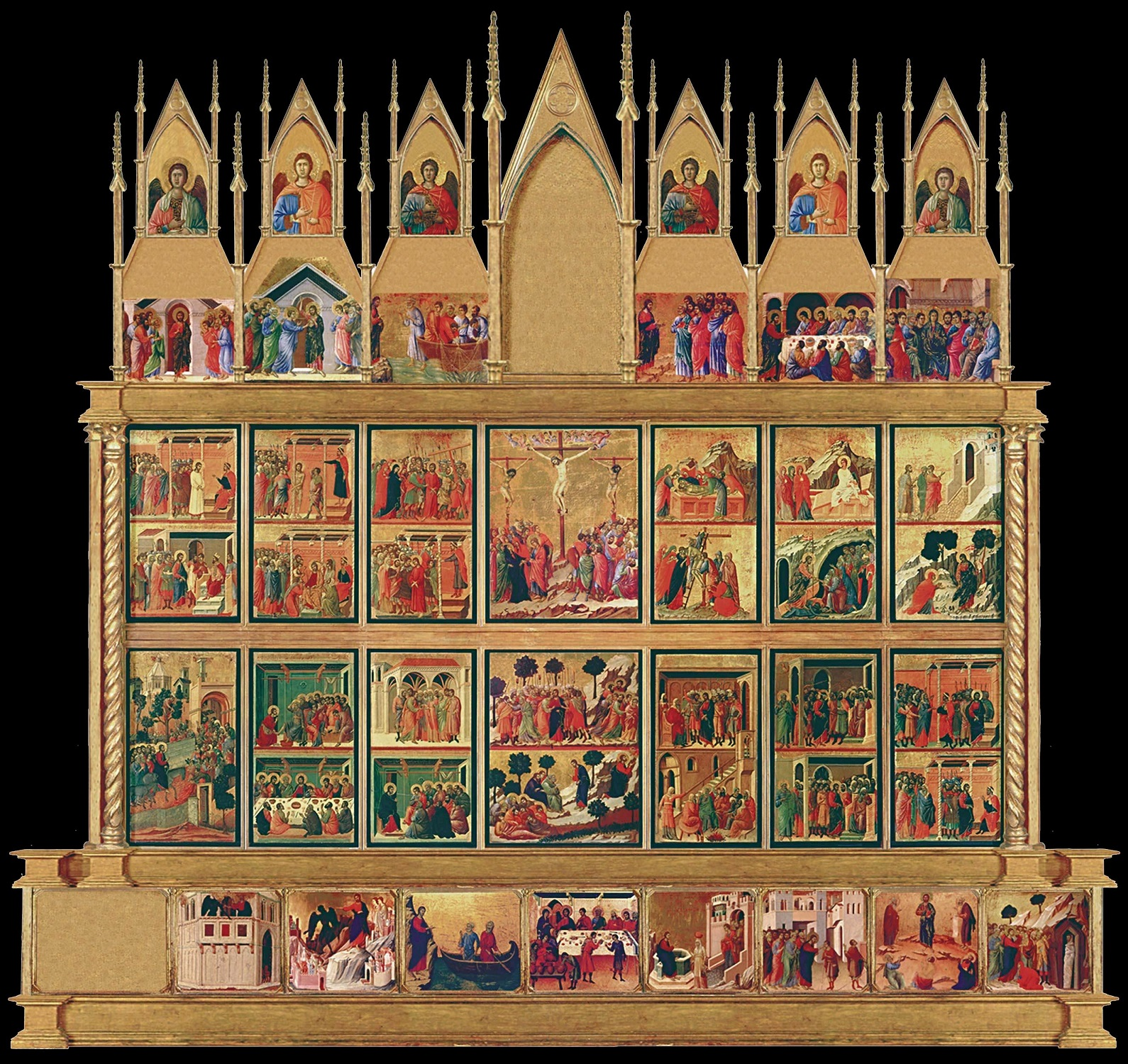
... et du verso.

### Face antérieure
Panneau central
La Vierge, avec l'Enfant Jésus dans les bras, assise sur un grand trône de marbre, est entourée de sa cour céleste de saints, de saintes et d’anges. De part et d’autre du trône se trouvent, à gauche, sainte Catherine d’Alexandrie, saint Paul, saint Jean l’Évangéliste et dix anges répartis sur les trois rangées ; à droite, saint Jean-Baptiste, saint Pierre, sainte Agnès et dix anges sur trois rangées ; enfin, à genoux au premier plan, les quatre saints protecteurs de Sienne, à gauche, Ansanus et Savinus, à droite, Crescentius et Victor de Milan. 
Arcatures du haut
Au-dessus de la Vierge « en majesté » vêtue de bleu, dans une zone privée des encadrements originaux, se tiennent dix apôtres en buste. Dans l'arcade de droite, les apôtres Matthieu, Jacques le Mineur, Barthélemy, Thomas et Mathias ; dans celle de gauche, Thadée, Simon, Philippe, Jacques le Majeur et André. 
Entre la rangée des  apôtres et  le panneau central (hypothèse)
Y auraient été placés des épisodes de la vie de la Vierge après la mort du Christ (par défaut conservées à Sienne) :
- Annonce de la mort de la Vierge
- Adieu de Marie à Jean
- Adieu de Marie aux apôtres
- Couronnement de la Vierge, Musée des beaux-arts de Budapest
- Dormition
- Funérailles de Marie
- Sépulture  de Marie.

La prédelle
- Les figures de  prophètes de l'Ancien Testament : Isaïe,  Ézéchiel, Salomon, Malachie, Jérémie, Osée

- et, interposées, des scènes de l'iconographie de l'enfance du Christ : 
  - Annonciation,  National Gallery, Londres
  - Nativité entre les prophètes Isaïe et Ézéchiel, National Gallery of Art, Washington[5]
  - Adoration des mages, Museo dell'Opera del Duomo de Sienne
  - Présentation au Temple,   Museo dell'Opera del Duomo
  - Massacre des Innocents,  Museo dell'Opera del Duomo
  - Fuite en Égypte,  Museo dell'Opera del Duomo
  - Dispute avec les docteurs du Temple, Museo dell'Opera del Duomo

### Face postérieure
Sont représentés vingt-six épisodes  de la Passion du Christ avec, en élément central, La Crucifixion.
- L'Entrée à Jérusalem

- Le Lavement des pieds
- La Cène[6]
- Le Christ quittant les apôtres
- La Trahison de Judas
- La Prière sur le mont des Oliviers
- L'Arrestation de Jésus[7]
- Jésus devant Anne
- Le Premier Reniement de Pierre
- Jésus devant Caïphe[8]
- Le Christ bafoué
- Le Christ accusé par les Pharisiens
- Jésus devant Pilate[9]
- Jésus devant Hèrode
- Le Deuxième Interrogatoire par Pilate

- La Flagellation
- Le Couronnement d'épines[10]
- Pilate se lave les mains
- La Montée au Calvaire[11]
- La Crucifixion
- La Déposition
- La Mise au tombeau
- Les Saintes Femmes au tombeau
- La Descente aux Limbes
- Noli me tangere[12]
- Le Chemin vers Emmaüs[13]

Haut du panneau
- Apparizione a porte chiuse
- Incredulità di Tommaso[14]
- Pentecoste[15]
- Apparizione sul lago di Tiberiade[16]
- Apparizione sul monte di Galilea
- Apparizione alla cena degli apostoli[17]

La prédelle

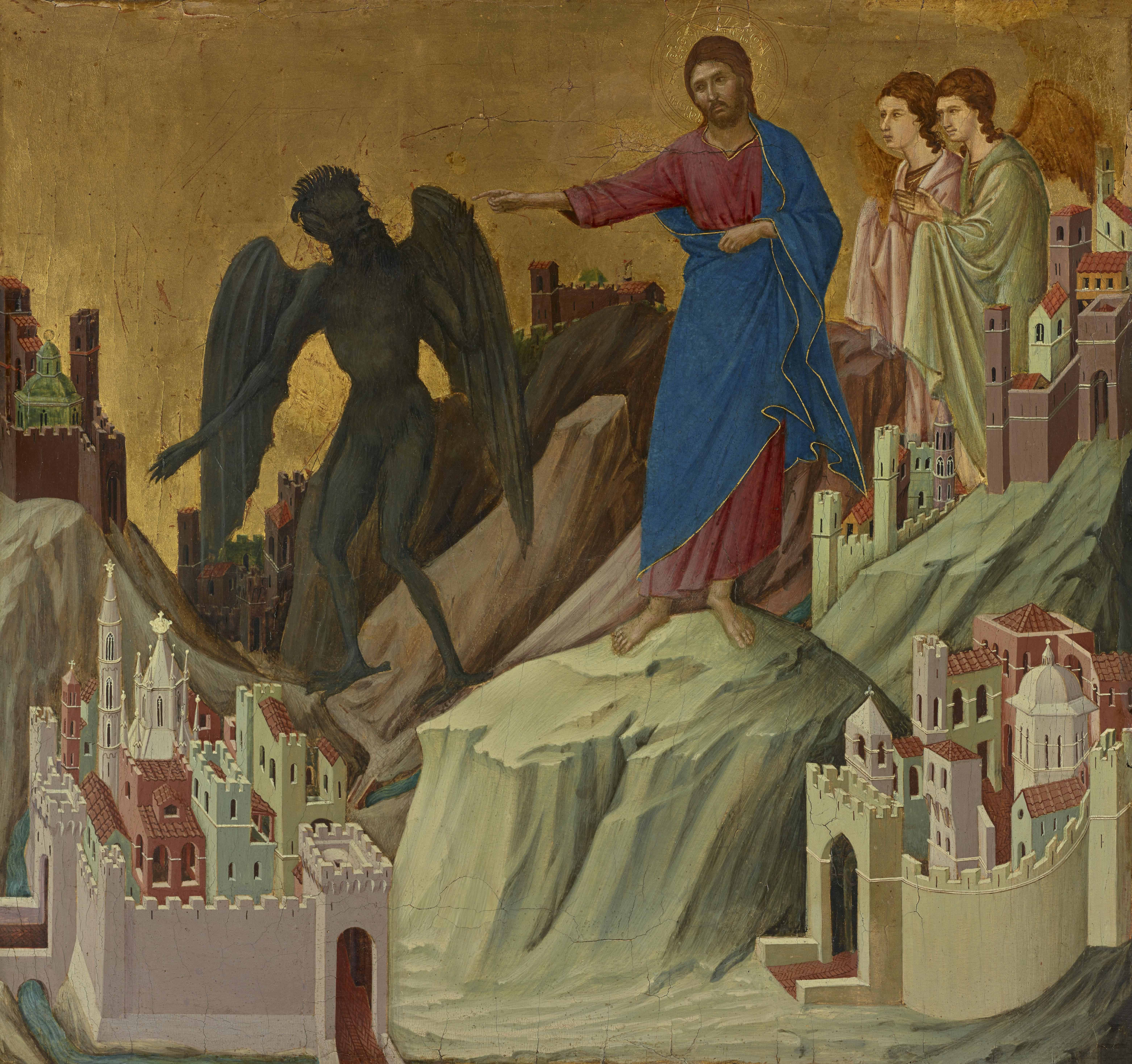
La tentation sur la montagne (v. 1310), Frick Collection.

- Tentazione sul tempio, Museo dell'Opera del Duomo)
- Tentazione sul monte (La Tentation du Christ), Frick Collection, New York
- Vocazione di Pietro e Andrea, National Gallery of Art, Washington[18]
- Nozze di Cana, Museo dell'Opera del Duomo
- Incontro con la Samaritana, Musée Thyssen-Bornemisza, Madrid
- Guarigione del cieco nato, National Gallery, Londres
- Trasfigurazione, National Gallery, Londres
- Resurrezione di Lazzaro, Kimbell Art Museum, Texas

## Analyse
La Vierge trônant  est vêtue de bleu, symbole de la royauté. Elle a une attitude de mère avec sa main qui protège l'enfant. Elle a un regard triste.
Le grand trône de la Vierge, vu selon une perspective centrale est comme un livre ouvert. Sur l'estrade du trône, se lit la célèbre inscription, en vers léonin : Mater Sancta dei, sis causa senis requiei. Sis Ducio vita te quia pinxit ita (Sainte mère de Dieu, sois cause de paix pour Sienne ; et de vie pour Duccio parce qu'il t'a ainsi peinte).
La réunion d'anges et de saints fait penser à l'art byzantin. Les racines de l'art de Duccio plongent dans le XIIIe siècle et dans la peinture de Cimabue qui apporta des modifications à cette tradition picturale. Les anges ont des visages d'une beauté extrême, des longs cheveux bouclés et des expressions d'une douceur voilée de tristesse : ils songent au destin de Jésus, promis à une mort précoce et terrible.
Les vêtements de l'Enfant peints par Duccio sont somptueux. Il porte une fine tunique blanche recouverte d'une cape de couleur rouge clair qui présente de nombreux plis et qui est décorée de broderies dorées.
La Maestà est une œuvre dévotionnelle : les quatre saints agenouillés sont les quatre saints protecteurs de la cité et la signature du peintre est une prière personnelle à la Vierge protectrice du territoire. Aucune auréole ne cache de visage : Duccio réussit à associer profondeur et frontalité plane des personnages, de même que le trône n'a aucune perspective. La distance est exprimée par la couleur. Duccio oppose sa conception coloriste à la conception plastique de Cimabue. Pas de drame ni de « poétique des sentiments », mais une image support de méditation et de contemplation, et une attitude qui, même si elle est rapidement dépassée par l'invention picturale, n'en reste pas moins sous-jacente pour longtemps à toute une part de la peinture italienne.

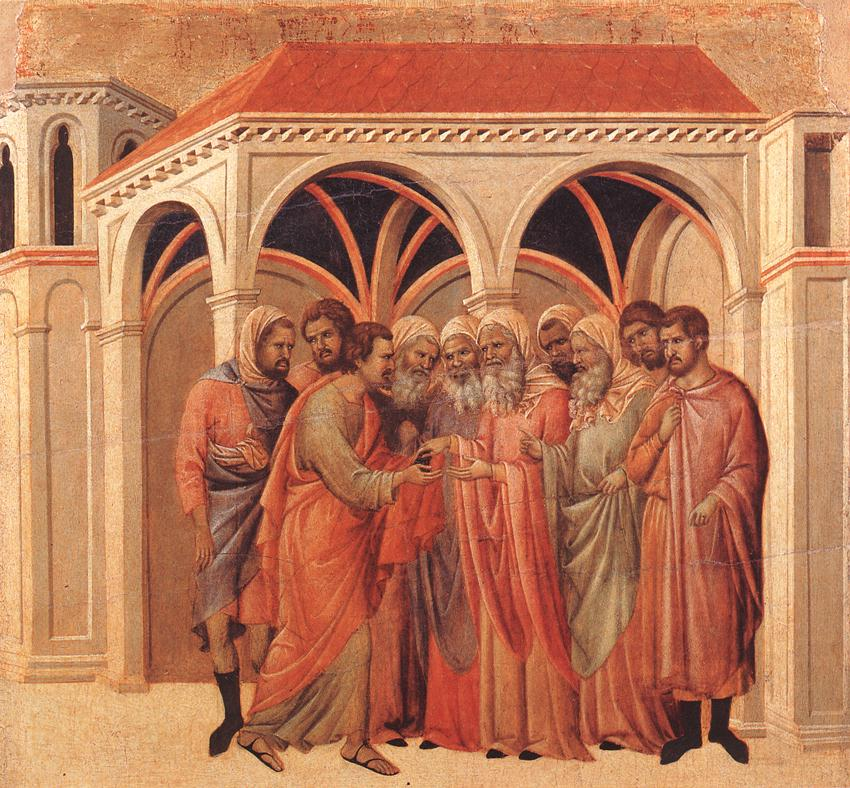
Duccio di Buoninsegna, Trahison de Judas.

Dans l'histoire de la Passion peinte au revers de la Maestà, Duccio a conçu des lieux attribués à certains personnages et différenciés en fonction de cette attribution ; les distorsions spatiales sont de fait multiples et répétitives. Le « lieu » de la Vie de la vierge qui orne la face antérieure de l'œuvre demeure identique et se prête à des distorsions variées en fonction des scènes qu'il contient. Duccio ne vise pas à construire visuellement l'image d'un espace parcourable par les figures qui l'occupent ; le lieu figuratif constitue le support plastique des figures, indépendamment de toute « vraisemblance » réaliste ou de toute idée de parcours de l'espace. L'important est qu'il mette en valeur la composition signifiante des groupes ou des épisodes. Ainsi, dans la Trahison de Judas, l'édifice derrière les figures fournit une structure clairement construite dont le rythme correspond à celui des figures : les voussures du portique convergent exactement sur la tête de Judas, tandis que l'architecture dans son ensemble encadre de manière très serrée le groupe des figures.
Dans la Flagellation et le Couronnement d'épines, sur la face postérieure, le récit a une structure nette et claire, mais il n'y a aucune agitation réelle : les personnages font plus masse que groupe et ils sont répartis en trois zones clairement distinguées grâce aux colonnes de l'architecture. Le drame se joue à travers l'interpénétration et le recouvrement de ces zones de base et la couleur doit servir la fable. Duccio fixe le « lieu » plastique de l'évènement. Les distorsions spatiales, sensibles surtout dans les colonnes de séparation, sont le signe d'un « espace pictural » qui n'a pas pour objet de donner à voir une action « en acte », mais de présenter l'image d'une telle action sur laquelle le fidèle peut et doit méditer. Le revers de la Maestà a une fonction liturgique précise et son espace interne l'enregistre.

## Sources
- (it) Cet article est partiellement ou en totalité issu de l’article de Wikipédia en italien intitulé « Maestà del Duomo di Siena » (voir la liste des auteurs).